# Stina Nilsson
Täpp Karin Stina Nilsson, född 24 juni 1993 i Malung, är en svensk längdskidåkare som tävlar för SK Bore och för Team Ragde Charge. Hennes främsta meriter är guldet i sprint vid vinter-OS i Pyeongchang 2018 och gulden i stafett och sprintstafett vid VM i Seefeld 2019. Säsongen 2018/2019 vann hon sprintcupen och blev därmed den första svenska kvinnliga längdskidåkaren att vinna en titel i Världscupen i längdåkning.
Efter säsongen 2019/2020 avslutade Nilsson längdkarriären för att i stället satsa på skidskytte. Hon representerade Sverige i Världscupen i skidskytte och IBU-cupen och medverkade i flera internationella mästerskap.
I april 2024 meddelade hon att hon återgår till längdskidåkningen, denna gång som långloppsåkare i Ski Classics. Hon vann damklassen i Vasaloppet 2025.

## Biografi

### Bakgrund och tidig karriär
Stina Nilsson växte upp i Malung. Hon vann sin första skidtävling när hon var fyra år. 
Nilsson har tagit tre junior-VM-guld och ett silver. I junior-VM 2012 vann hon sprinten och ingick i Sveriges silverlag i stafetten. 2013 upprepade hon sprintguldet och vann guld även i stafetten, där hon körde slutsträckan och vann en spurtstrid.
Hon slutade på 23:e plats i sin världscupdebut vid en deltävling i Drammen den 7 mars 2012.
Nilsson deltog i VM i Val di Fiemme 2013, när hon fortfarande var junior. Hon kom där femma i sprinten. I finalen var hon den klart minst meriterade åkaren. 

### 2014–2015
Stina Nilsson vann ett OS-brons i sprintstafetten i Sotji 2014 tillsammans med Ida Ingemarsdotter efter att ha spurtat ner tyska Denise Herrmann på upploppet. Vid sprinten åkte Nilsson ut i semifinalen, efter fjärde bästa tid i sitt heat.  Hennes första världscuppallplats kom i Drammen den 5 mars 2014 när hon kom trea i den klassiska sprinten över 1,3 kilometer . Hennes första seger i världscupen tog hon i sprintstafett tillsammans med Ida Ingemarsdotter i Otepää den 18 januari 2015.
Hon tog silver på VM-sprinten i klassisk stil i Falun 2015, efter Marit Bjørgen. Tillsammans med Ida Ingemarsdotter tog Stina Nilsson silver, efter Norge, i sprintstafetten i fri stil. Dessutom tog hon silver i stafetten, 4x5 km, tillsammans med Sofia Bleckur, Maria Rydqvist och Charlotte Kalla. Efter VM i Falun fick hon i media smeknamnet "silver-Stina". 2015 tog hon också hem flest världscuppoäng av åkarna under 23 år, och vann därmed U23-cupen.

### 2015–2017
Den 13 december 2015 tog Stina Nilsson sin första individuella världscupseger när hon vann fristilssprinten i Davos, före Maiken Caspersen Falla & Ingvild Flugstad Östberg. Hon tog tre individuella segrar i världscupen 2015/2016, slutade trea i sprintcupen, och vann U23-cupen för andra året i rad.
Säsongen 2016/2017 slutade hon sammanlagt på tredje plats i Tour de Ski efter Heidi Weng och Krista Pärmäkoski. Av de totalt sju etapperna under touren vann hon fyra, varav tre i distans och en i sprint.
Hon deltog vid världsmästerskapen i Lahtis 2017. Hon började med att som favorit komma nia på den inledande sprinten efter ett fall i semifinalen. Hon följde upp det med en 26:e plats på skiathlon över 15 km. På sprintstafetten slutade hon fyra efter Norge, Ryssland och USA. På stafetten över 4x5 km tog hon silver tillsammans med Anna Haag, Charlotte Kalla och Ebba Andersson. Hon gick ut som andra lag men kunde inte närma sig ledande Norge och kampen om andraplatsen stod mot finska Pärmäkoski. Den spurtduellen vann Nilsson och inkasserade ett VM-silver.
Senare på säsongen blev hon tvåa i sprintcupen 2016/2017.

### 2017–2018
OS i Pyeongchang blev en stor succé för Nilsson, hon tog sitt första mästerskapsguld när hon vann sprinten, var med och bidrog till att Sverige tog silver i både damernas stafett och sprintstafett och avslutade spelen med att ta brons på tremilen.

### 2018–2019
I säsongens första sprinttävling i klassisk stil i finska Ruka slutade Nilsson sexa i finalen. På fristilssprinten under Nordiska öppningen i norska Lillehammer tog hon säsongens första pallplats när hon slutade tvåa bakom Jonna Sundling. Därefter vann hon fyra raka världscuptävlingar i sprint. Dessutom vann hon lagsprinten i Dresden tillsammans med Maja Dahlqvist.
På den klassiska sprinten i Otepää den 19 januari ådrog hon sig en sträckning i lårets baksida i samband med målgången i semifinalen, vilket gjorde att hon tvingades avstå finalen.
I och med skadan var det länge osäkert om hon skulle kunna delta på VM, men på VM-sprinten i Seefeld den 21 februari kom hon till start och vann dessutom silver bakom Norges Maiken Caspersen Falla. Tre dagar senare körde hon första, tredje respektive femte sträckan av sprintstafetten där hon tillsammans med Maja Dahlqvist vann VM-guld. Den tredje och sista tävlingen Nilsson ställde upp i under världsmästerskapet var 4 x 5 km stafett där hon tillsammans med Ebba Andersson, Frida Karlsson och Charlotte Kalla vann Sveriges första VM-guld någonsin i stafett på damsidan efter att ha spurtat ner Norges Therese Johaug på upploppet av den fjärde och sista sträckan.
Efter VM-tävlingarna ställde hon upp i stadssprinten i klassisk stil i norska Drammen men hamnade strax utanför pallen på en fjärdeplats. I fristilssprinten i Falun vann hon sin femte världscupseger för säsongen och under världscupavslutningen i Québec tog hon i säsongens sista sprint i fri stil sin sjätte världscupseger för säsongen. Hon säkrade därmed även totalsegern i sprintcupen och blev därmed den första svenska kvinnan någonsin att vinna någon av världscupens delcuper. På masstarten 10 km klassiskt dagen efter vann hon något överraskande tävlingen, före Therese Johaug som slutade tvåa och som dittills hade varit obesegrad i samtliga distanslopp hon ställt upp i under säsongen. På grund av sin seger i sprinten fick hon starta längst fram i masstarten, medan Johaug startade lite längre ner i fältet. När Johaug sedan lyckats ta sig fram i täten lyckades Stina följa hennes rygg resten av loppet och besegra henne i en spurtduell. Segern följdes sedan upp genom att hon även vann den avslutande jaktstarten där hon gick ut med ett försprång på 33 sekunder till Ingvild Flugstad Östberg respektive 49 sekunder till Therese Johaug. De båda norska åkarna samarbetade under större delen av loppet men lyckades inte komma ikapp Nilsson.

### 2019–2020
Nilsson inledde säsongen stabilt men drog på sig en skada i revbenet som förstörde hela säsongen. Det var under Tour de Skis första etapp som hon kände av skadan och var tvungen att avbryta touren. Hon hade förhoppningar att komma tillbaka senare under säsongen men skadan hindrade detta.
Den 22 mars 2020 meddelade Nilsson att hon inför nästa säsong skulle byta sport, från längdskidor till skidskytte.

### 2020–2021 (skidskytte)
På grund av corona-pandemin var tävlingsprogrammet mycket begränsat under första delen av säsongen. Stina Nilsson hade inte tävlat tidigare i skidskytte och var därför inte kvalificerad för världscupen. Däremot kunde hon delta i några nationella tävlingar och i IBU-cupen, nivån strax under världscupen, som startade först i januari. I början av säsongen var resultaten blygsamma, vilket gällde både skyttet och åkhastigheten till mångas förvåning. Man ska dock ha klart för sig att Nilsson alltid har varit mer framgångsrik i klassisk åkning än i fristil och att skidskytte kräver att man lägger upp sina lopp på ett annat sätt för att klara av skyttet, något som tar tid att lära sig innan man kan tävla mot de bästa i världen. Under säsongen fick hon några bättre resultat och det kröntes av en andraplats i en stafett i IBU-cupen (18 februari 2021 i Brezno). Bästa individuella resultat var två 21:a platser (21 februari 2021 jaktstart i Brezno och 10 mars 2021 kort distanslopp i Obertilliach). Sammanlagt i IBU-cupen samlade hon ihop 146 poäng och hamnade på 33:e plats. Hon blev också uttagen till Europamästerskapet 2021. Slutligen fick hon göra debut i världscupen vid säsongsavslutningen i Östersund den 19-21 mars 2021.

### 2021–2022 (skidskytte)
Inför säsongen 2021/22 blev Stina Nilsson en del av det svenska skidskyttelandslaget. När SM i rullskidskytte avgjordes i augusti slog Nilsson till med ett sensationellt guld i sprinten framför båda systrarna Öberg. Första världscuphelgen blev en besvikelse med placeringar under topp 40 vilket gjorde att Nilsson petades från tävlingarna i Östersund i början av december. Efter en helg på IBU-cupen var hon dock tillbaka till världscuptävlingarna i Hochfilzen, Österrike, där hon satte personliga rekord. Hon blev 16:e i sprinten och sedan 10:a i jaktstarten. Året fortsatte med sprint, jaktstart och masstart i franska Annecy. Nilsson lyckades kvalificera sig till samtliga tävlingar och slutade 28:a, 34:a och 16:e.
Stina Nilsson blev uttagen till skidskyttelandslaget i Peking-OS. Där fick hon dock inte chansen till start i något lopp. Den femte mars lyckades hon ta skidskyttekarriärens första individuella medaljplats i världscupen, när hon blev trea i sprintloppet i finska Kontiolax.

## Resultat (längdåkning)

### Pallplatser i världscupen

#### Individuellt
Nilsson har 41 pallplatser i världscupen: 23 segrar, 10 andraplatser och 8 tredjeplatser.
| Säsong  | Datum            | Plats                 | Disciplin           | Placering |
| ------- | ---------------- | --------------------- | ------------------- | --------- |
| 2013/14 | 5 mars 2014      | Drammen               | Sprint (K)          | 3:a       |
| 2013/14 | 14 mars 2014     | Falun                 | Sprint (K)          | 3:a       |
| 2014/15 | 21 december 2014 | Davos                 | Sprint (F)          | 2:a       |
| 2014/15 | 17 januari 2015  | Otepää                | Sprint (K)          | 2:a       |
| 2014/15 | 14 februari 2015 | Östersund             | Sprint (K)          | 3:a       |
| 2015/16 | 27 november 2015 | Ruka                  | Sprint (K)          | 2:a       |
| 2015/16 | 29 november 2015 | Ruka                  | 10 km jaktstart (K) | 2:a       |
| 2015/16 | 29 november 2015 | Nordiska öppningen    | Slutresultat        | 2:a       |
| 2015/16 | 13 december 2015 | Davos                 | Sprint (F)          | 1:a       |
| 2015/16 | 19 december 2015 | Toblach               | Sprint (F)          | 3:a       |
| 2015/16 | 16 januari 2016  | Planica               | Sprint (F)          | 1:a       |
| 2015/16 | 11 februari 2016 | Stockholm             | Sprint (K)          | 3:a       |
| 2015/16 | 1 mars 2016      | Gatineau              | Sprint (F)          | 2:a       |
| 2015/16 | 4 mars 2016      | Québec                | Sprint (F)          | 1:a       |
| 2016/17 | 26 november 2016 | Ruka                  | Sprint (K)          | 1:a       |
| 2016/17 | 31 december 2016 | Val Müstair           | Sprint (F)          | 1:a       |
| 2016/17 | 3 januari 2017   | Oberstdorf            | 5 + 5 km skiathlon  | 1:a       |
| 2016/17 | 4 januari 2017   | Oberstdorf            | 10 km jaktstart (F) | 1:a       |
| 2016/17 | 7 januari 2017   | Val di Fiemme         | 10 km masstart (K)  | 1:a       |
| 2016/17 | 8 januari 2017   | Tour de Ski           | Slutresultat        | 3:a       |
| 2016/17 | 28 januari 2017  | Falun                 | Sprint (F)          | 1:a       |
| 2016/17 | 18 februari 2017 | Otepää                | Sprint (F)          | 1:a       |
| 2016/17 | 8 mars 2017      | Drammen               | Sprint (K)          | 1:a       |
| 2016/17 | 17 mars 2017     | Québec                | Sprint (F)          | 1:a       |
| 2016/17 | 19 mars 2017     | Québec                | 10 km jaktstart (F) | 3:a       |
| 2016/17 | 19 mars 2017     | Världscupfinalen      | Slutresultat        | 3:a       |
| 2017/18 | 24 november 2017 | Ruka                  | Sprint (K)          | 1:a       |
| 2017/18 | 9 december 2017  | Davos                 | Sprint (F)          | 1:a       |
| 2017/18 | 20 januari 2018  | Planica               | Sprint (K)          | 1:a       |
| 2017/18 | 3 mars 2018      | Lahtis                | Sprint (F)          | 2:a       |
| 2017/18 | 7 mars 2018      | Drammen               | Sprint (K)          | 2:a       |
| 2018/19 | 30 november 2018 | Lillehammer           | Sprint (F)          | 2:a       |
| 2018/19 | 15 december 2018 | Davos                 | Sprint (F)          | 1:a       |
| 2018/19 | 29 december 2018 | Toblach               | Sprint (F)          | 1:a       |
| 2018/19 | 1 januari 2019   | Val Müstair           | Sprint (F)          | 1:a       |
| 2018/19 | 12 januari 2019  | Dresden               | Sprint (F)          | 1:a       |
| 2018/19 | 16 mars 2019     | Falun                 | Sprint (F)          | 1:a       |
| 2018/19 | 22 mars 2019     | Québec                | Sprint (F)          | 1:a       |
| 2018/19 | 23 mars 2019     | Québec                | 10 km masstart (K)  | 1:a       |
| 2018/19 | 24 mars 2019     | Världscupavslutningen | Slutresultat        | 1:a       |
| 2019/20 | 21 december 2019 | Planica               | Sprint (F)          | 2:a       |

#### Lag
I lag har Nilsson sex pallplatser: tre vinster, två andraplatser och en tredjeplats.
| Säsong  | Datum            | Plats     | Disciplin        | Placering | Lagkamrat(er)            |
| ------- | ---------------- | --------- | ---------------- | --------- | ------------------------ |
| 2012/13 | 13 januari 2013  | Liberec   | Lagsprint (F)    | 2:a       | Ida Ingemarsdotter       |
| 2014/15 | 18 januari 2015  | Otepää    | Lagsprint (F)    | 1:a       | Ida Ingemarsdotter       |
| 2015/16 | 17 januari 2016  | Planica   | Lagsprint (F)    | 1:a       | Ida Ingemarsdotter       |
| 2016/17 | 18 december 2016 | La Clusaz | 4 x 5 km stafett | 3:a       | Wikén / Rydqvist / Dyvik |
| 2017/18 | 14 januari 2018  | Dresden   | Lagsprint (F)    | 2:a       | Hanna Falk               |
| 2018/19 | 13 januari 2019  | Dresden   | Lagsprint (F)    | 1:a       | Maja Dahlqvist           |
| 2019/20 | 22 december 2019 | Planica   | Lagsprint (F)    | 2:a       | Jonna Sundling           |

### Ställning i världscupen
| Säsong  | Discipliner | Discipliner | Discipliner | Discipliner | Discipliner | Discipliner | Tourer      | Tourer      | Tourer    | Tourer |
| Säsong  | Totalt      | Totalt      | Distans     | Distans     | Sprint      | Sprint      | Nord. öppn. | Tour de Ski | VC- avsl. |        |
| Säsong  | Poäng       | Plac.       | Poäng       | Plac.       | Poäng       | Plac.       | Nord. öppn. | Tour de Ski | VC- avsl. |        |
| ------- | ----------- | ----------- | ----------- | ----------- | ----------- | ----------- | ----------- | ----------- | --------- | ------ |
| 2011/12 | 8           | 93:e        | —           | —           | 8           | 63:e        | —           | —           | —         |        |
| 2012/13 | 51          | 67:e        | —           | —           | 51          | 38:e        | —           | —           | —         |        |
| 2013/14 | 182         | 35:e        | 10          | 72:a        | 172         | 12:e        | 52:a        | —           | DNF       |        |
| 2014/15 | 427         | 12:e        | 62          | 41:a        | 345         | 4:e         | 21:a        | DNF         | i.u.      |        |
| 2015/16 | 995         | 11:e        | 205         | 23:e        | 602         | 3:e         | 2:a         | 24:e        | DNF       |        |
| 2016/17 | 1437        | 4:e         | 467         | 6:e         | 520         | 2:a         | 5:e         | 3:e         | 3:e       |        |
| 2017/18 | 650         | 12:e        | 83          | 33:e        | 495         | 2:a         | 7:e         | —           | —         |        |
| 2018/19 | 1072        | 5:e         | 166         | 20:e        | 626         | 1:a         | 6:e         | DNF         | 1:a       |        |
| 2019/20 | 251         | 29:e        | 36          | 46:e        | 167         | 16:e        | 11:e        | DNF         | i.u.      |        |

### Olympiska spel
Nilsson har deltagit i två olympiska vinterspel och har vunnit fem medaljer: ett guld, två silver och två brons.
| Tävling          | 10 km | Skiathlon | 30 km | Sprint | Stafett | Lagsprint |
| ---------------- | ----- | --------- | ----- | ------ | ------- | --------- |
| Sotji 2014       | —     | —         | —     | 10:e   | —       | Brons     |
| Pyeongchang 2018 | —     | 10:e      | Brons | Guld   | Silver  | Silver    |

### Världsmästerskap
Nilsson har deltagit i fyra världsmästerskap och har vunnit sju medaljer: två guld och fem silver.
| Tävling            | 10 km | Skiathlon | 30 km | Sprint | Stafett | Lagsprint |
| ------------------ | ----- | --------- | ----- | ------ | ------- | --------- |
| Val di Fiemme 2013 | —     | —         | —     | 5:e    | —       | —         |
| Falun 2015         | —     | —         | —     | Silver | Silver  | Silver    |
| Lahti 2017         | 13:e  | 26:e      | —     | 12:e   | Silver  | 4:e       |
| Seefeld 2019       | —     | —         | —     | Silver | Guld    | Guld      |

## Resultat (skidskytte)

### Pallplatser i IBU-cupen

#### Lag
| Säsong  | Datum            | Plats  | Disciplin        | Placering | Lagkamrater                       |
| ------- | ---------------- | ------ | ---------------- | --------- | --------------------------------- |
| 2020/21 | 18 februari 2021 | Brezno | 4 x 6 km stafett | 2:a       | Högberg, Andersson, Anna Hedström |

### Världscupen 2021/22
Stina Nilsson debuterade i världscupen i skidskytte i mars 2021. Säsongen 2021/22 kom hon med i landslaget. Hennes bästa placering är en 3:e plats i sprinten i Kontiolax.
| Säsong  | Datum            | Plats      | Disciplin          | Placering |
| ------- | ---------------- | ---------- | ------------------ | --------- |
| 2021/22 | 27 november 2021 | Östersund  | Distans (15 km)    | 43:a      |
| 2021/22 | 28 november 2021 | Östersund  | Sprint (7,5 km)    | 55:a      |
| 2021/22 | 10 december 2021 | Hochfilzen | Sprint (7,5 km)    | 16:e      |
| 2021/22 | 12 december 2021 | Hochfilzen | Jaktstart (10 km)  | 10:a      |
| 2021/22 | 16 december 2021 | Annecy     | Sprint (7,5 km)    | 28:a      |
| 2021/22 | 18 december 2021 | Annecy     | Jaktstart (10 km)  | 34:a      |
| 2021/22 | 19 december 2021 | Annecy     | Masstart (12,5 km) | 16:e      |
| 2021/22 | …                |            |                    |           |
| 2021/22 | 5 mars 2022      | Kontiolax  | Sprint (7,5 km)    | 3:a       |

### Ställning i världscupen
| Säsong  | Totalt | Totalt | Distans | Distans | Sprint | Sprint | Jaktstart | Jaktstart | Masstart | Masstart |
| Säsong  | Poäng  | Plac.  | Poäng   | Plac.   | Poäng  | Plac.  | Poäng     | Plac.     | Poäng    | Plac.    |
| ------- | ------ | ------ | ------- | ------- | ------ | ------ | --------- | --------- | -------- | -------- |
| 2020/21 | 34     | 71:a   | –       | –       | 15     | 73:a   | 19        | 59:a      | –        | –        |
| 2021/22 | 249    | 30:e   |         |         | 138    | 23:a   | 61        | 36:a      | 50       | 27:a     |
| 2022/23 | 20     | 73:a   | –       | –       | 6      | 71:a   | 14        | 57:a      | –        | –        |
| 2023/24 | 19     | 76:a   | –       | –       | 18     | 60:e   | 1         | 79:e      | –        | –        |

Nytt poängsystem fr.o.m. säsongen 2022/2023.

### SM
När SM i rullskidskytte avgjordes 2021 slog Nilsson till med guld i sprinten framför båda systrarna Öberg.
| Säsong  | Datum           | Plats     | Disciplin       | Placering |
| ------- | --------------- | --------- | --------------- | --------- |
| 2021/22 | 21 augusti 2021 | Sollefteå | Sprint (7,5 km) | 1:a       |

När det var dags för SM-veckan 2022 i Piteå slog Nilsson till med ett guld första dagen tillsammans med Tobias Arwidsson i singelmixstafetten.[24]
Dagen efter tog hon brons i masstarten bakom klubbkamraten Johanna Skottheim och landslagskollegan Mona Brorsson. 
På den sista och avslutade dagen tog Stina ett nytt guld i sprinten. Sitt andra individuella och tredje totalt. 
| Säsong  | Datum        | Plats | Disciplin        | Placering |
| ------- | ------------ | ----- | ---------------- | --------- |
| 2021/22 | 26 mars 2022 | Piteå | Singelmixstafett | 1:a       |
| 2021/22 | 27 mars 2022 | Piteå | Masstart         | 3:a       |
| 2021/22 | 28 mars 2022 | Piteå | Sprint           | 1:a       |

## Utmärkelser
- Sixten Jernbergpriset (2015)
- Victoriastipendiet (2018)[33]